# 河内街道

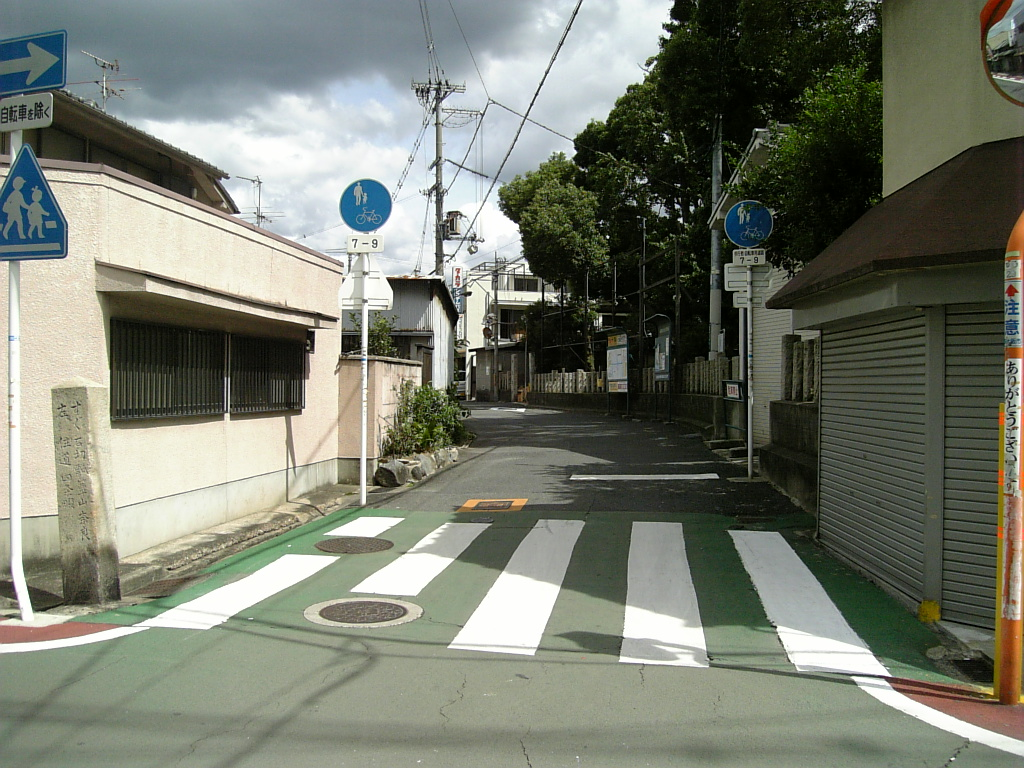
「河内街道」と「暗越奈良街道」の交点（東大阪市菱屋東）。 左右方向が「河内街道」。
左に写っている石標に「すぐ（まっすぐ）石切 瓢箪山 奈良、左 住道 四条畷」と確認できる。

河内街道（かわちかいどう）は、河内国（大阪府）内を通る街道。

## 概要
かつて江戸時代には枚方道と呼ばれていたようであるが、はっきりとした街道として認識されていたわけではなく、集落同士をつなぐ道が一本となって繋がっていたのが実態だった。（暗越奈良街道との交点にある石標にも途中の四条畷までしか表示されていない。）
明治時代になって 「北河内郡枚方町大字伊加賀の国道第2号路線より起こり、中河内郡竜華村大字植松の八尾停車場敷地界に至る」 河内街道と記されるようになった。
現在の河内街道の道筋は、北から大阪府道21号八尾枚方線、国道170号（部分）、大阪府道160号四條畷停車場線、大阪府道162号大東四條畷線、大阪府道21号八尾枚方線、大阪府道178号八尾停車場線に沿っており、継ぎはぎという印象を受ける。（ただし、前述のとおり、旧街道はほぼ一本道として繋がっている。）

## 経由地、近傍旧跡・施設等
※北から記載する。
枚方市
- 桜町交差点 - 京街道 (大坂街道)との交点、枚方宿
- 京阪枚方公園駅
- ひらかたパーク
- 京阪光善寺駅

寝屋川市
- 京阪香里園駅
- 大阪府立大学工業高等専門学校
- （この付近で国道170号大阪外環状線と重複）
- 寝屋川警察署
- 高宮神社

四條畷市
- 清滝街道交点
- 四条畷市役所
- 西中野交差点 - 国道163号交点
- 大阪府立四條畷高等学校
- 小楠公御墓所

大東市
- JR四条畷駅（少し離れている）

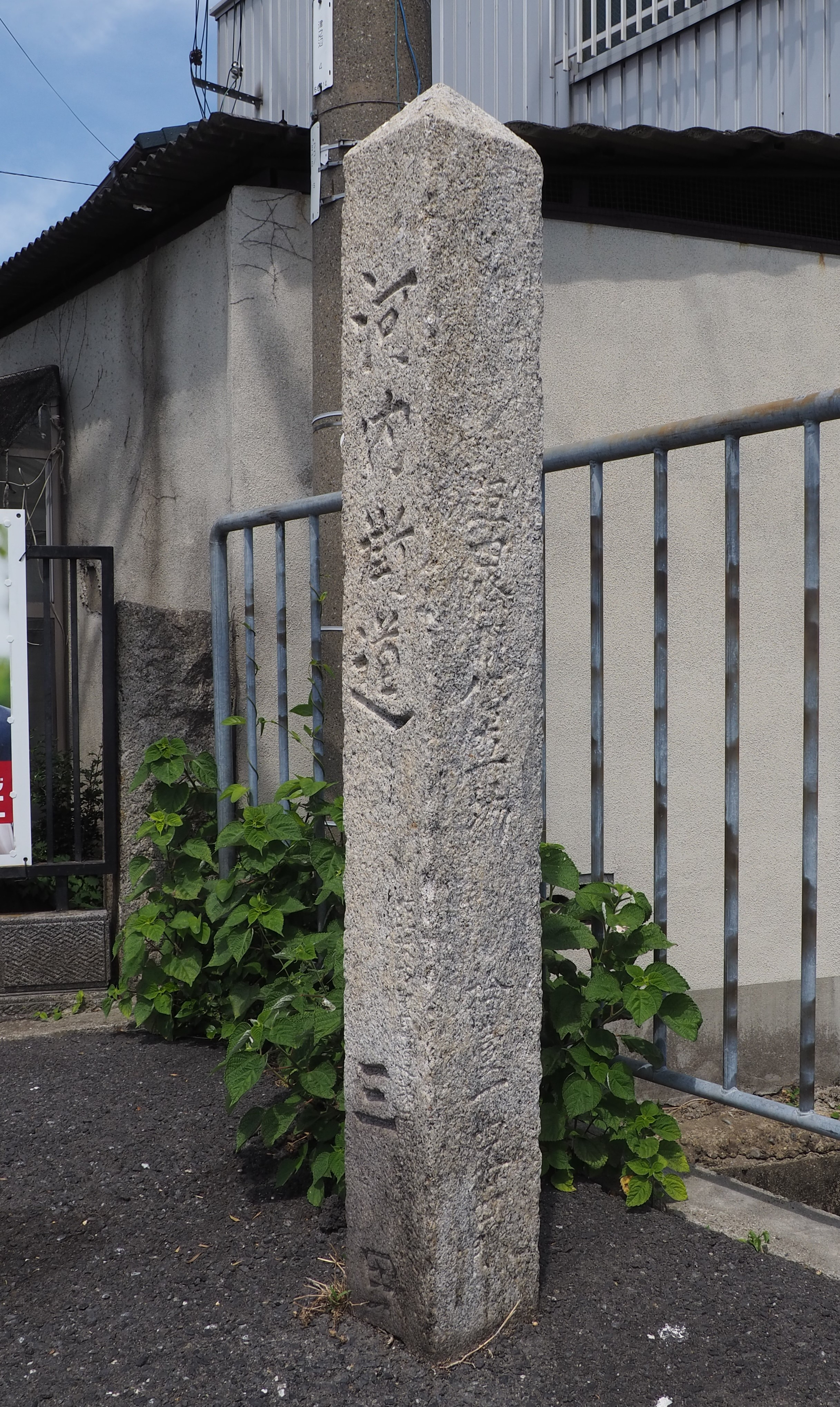
大東市深野北にある明治時代の道標

- （津の辺交差点 - 国道170号大阪外環状線と交差）
- 深北緑地（少し離れている）
- 寝屋川、菅原神社、深北橋、新深野橋
- 大東市役所
- 古堤街道交点、住道新橋、恩智川
- JR住道駅（東側）
- 大東市総合文化センター、大東市総合福祉センター

東大阪市
- 箕輪口交差点 - （府道21号を横切る。）
- 横枕交差点 - 国道308号（中央大通）交点
- 府道702号交点、暗越奈良街道交点
- 近鉄若江岩田駅（西側）
- 若江鏡神社、蓮城寺
- 十三街道合流点
- 第二寝屋川

八尾市

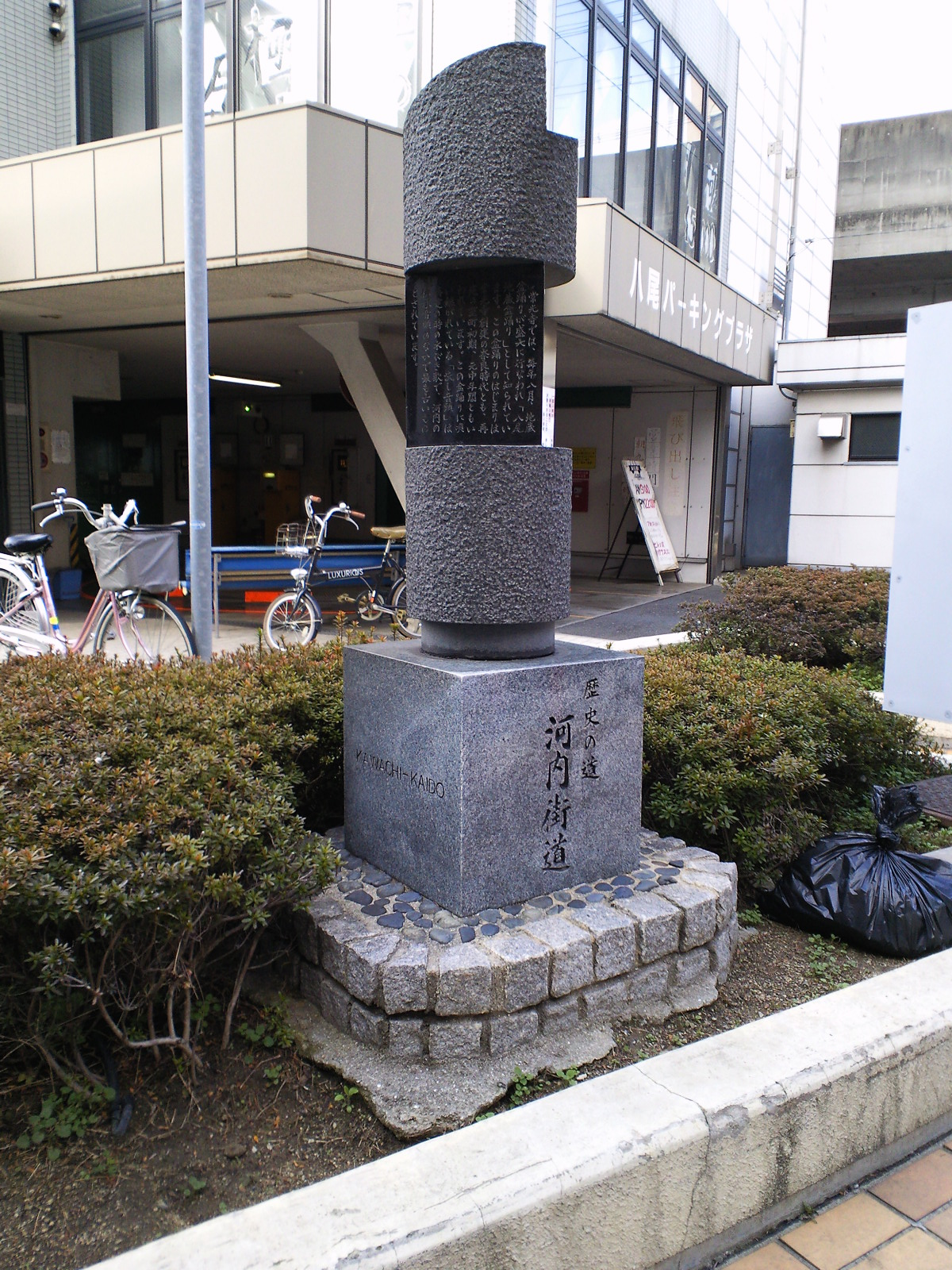
八尾ファミリーロード北にある河内街道の碑

- 幸町交差点（府道21号を横切る。十三街道分岐点）
- 萱振御坊恵光寺
- 近鉄八尾駅（少し離れている）
- 八尾ファミリーロード（アーケード商店街）
- 常光寺
- 真宗大谷派八尾別院大信寺（八尾御坊）
- 長瀬川
- JR八尾駅